# Ryuji Sugimoto
Ryuji Sugimoto (杉本 竜士 Sugimoto Ryuji?), född 1 juni 1993 i Tokyo prefektur, är en japansk fotbollsspelare.
Sugimoto började sin karriär 2011 i Tokyo Verdy. 2013 blev han utlånad till FC Machida Zelvia. 2017 flyttade han till Nagoya Grampus. Efter Nagoya Grampus spelade han för Tokushima Vortis.